# Едвін Маттісон Макміллан
Едвін Маттісон Макміллан (англ. Edwin Mattison McMillan) (18 вересня 1907, Редондо-Біч, штат Каліфорнія — 7 вересня 1991), американський фізик. Закінчив Каліфорнійський технологічний інститут в Берклі (1928); з 1935 співробітник Радіаційної лабораторії цього інституту (з 1958 директор). Професор Каліфорнійського університету (з 1946). Основні праці по ядерній фізиці і техніці прискорення елементарних частинок. У 1940, опромінюючи уранову мішень нейтронами, виявив перший трансурановий елемент нептуній (у 1940—41 за участю Макміллана був відкритий плутоній). У 1945 (дещо пізніше від В. Й. Векслера і незалежно від нього) запропонував принцип автофазування. Нобелівська премія з хімії (1951, спільно з Гленом Сіборгом) «за відкриття в області хімії трансуранових елементів».

## Біографія
Народився 12 вересня 1907 в Редондо Біч (штат Каліфорнію) в сім'ї лікаря Едвіна Гарґо Макміллана і Ганни Марії Маттісон. Сім'я незабаром переїхала до Пасадени, де Макміллан здобув середню освіту. Займаючись в школі, відвідував публічні лекції в Каліфорнійському технологічному інституті, де пізніше спеціалізувався з фізики, отримавши в 1928 році ступінь бакалавра, а наступного року ставши магістром природних наук.
Докторський ступінь присуджено у 1932 році Принстонським університетом за дисертацію про молекулярні пучки. Після цього він працював у Каліфорнійському університеті в Берклі як стипендіат Державного науково-дослідного фонду.
У 1930 році Ернест Орландо Лоуренс (лауреат Нобелівської премії з фізики за 1939 рік) побудував у Берклі перший циклотрон, прискорювач частинок, що надає протонам і ядрам атомів надзвичайно високу енергію.
Коли в 1934 році Лоуренс заснував радіаційну лабораторію в Берклі, Макміллан увійшов до числа її співробітників. Він провів на циклотроні Лоуренса досліди, аналогічні дослідженням О. Гана і його співробітників Ф. Штрасмана і Л. Майтнер, вивчаючи дії нейтронів на уран. У 1940 році Макміллан і його співробітник Філіп Ходж Ейблсон виявили, що розщеплювалися не всі ядра атомів урану, що піддалися удару нейтронами. Ті ядра, які захоплювали нейтрони, не піддавшись розщеплюванню, поводилися так, як передбачав Нобелівський лауреат Енріко Фермі: вони, унаслідок бета-розпаду, підвищували свій атомний номер (число протонів) з 92 до 93 і утворювали новий елемент, атом якого містив 93 протони і електрони. Цей елемент, названий ними нептунієм (на ім'я планети Нептун), став першим синтезованим трансурановим елементом. Дослідження з синтезу трансуранових елементів, початі Макмілланом, продовжив у Берклі Г. Сіборг.
У Другу світову війну Макміллан, виконуючи замовлення військового відомства, займався гідролокаторами, мікрохвильовими радарами і ядерною зброєю, працюючи в Берклі, в Массачусетському технологічному інституті (1940—1941), в лабораторії радіо- і звукового зв'язку військово-морських сил США в Сан-Дієго (1941—1942) і брав участь в Манхеттенському проєкті (1942—1945).
Після війни став професором фізики в Каліфорнійському університеті в Берклі, а в 1954 році — заступником директора радіаційної лабораторії Лоуренса. З 1958 року до відходу у відставку в 1973 році очолював цю лабораторію.
У 1945 році Макміллан зайнявся удосконаленням циклотрона, що привело його до розробки синхротрона, проте двома роком пізніше за радянського фізика академіка В. Й. Векслера.
У 1951 році Макміллану спільно з Сіборгом присуджено Нобелівська премія. Їхні імена вперше з'явилися в списку нобелівських номінантів у 1948.
Після отримання Нобелівської премії Макміллан продовжував активно займатися науково-дослідною діяльністю аж до відходу у відставку з Каліфорнійського університету в Берклі в 1973 році.
Макміллан був пристрасним альпіністом і хотів, щоб його діти почали лазити на вершини раніше, ніж стануть говорити.
Помер 7 вересня 1991 в Ель-Черріто (Каліфорнія).

## Роботи
- The Synchrotron — a proposed high-energy particle accelerator // Phys. Rev. 1945. V. 68; Lecture Series in Nuclear Physics. Washington, DC, 1947; Production of mesons by X-rays // Science. 1949. V. 110. (with J.Peterson, R.White).